# قبض الريح.. أيام وراحت
قبض الريح.. أيام وراحت هو كتاب صدر عام 2013، ويعد الإصدار الأول للكاتب الصحفي هشام يحيي، الرواية من البداية إلى النهاية باللهجة عامية خالصة، ربما أراد الكاتب من خلالها أن يكسر الحواجز بينه وبين المتلقي وتتألف الرواية من خمس وعشرين حكاية لا ترتبط جميعها بسياق زمني محدد فهو ينتقل بنا من الأربعينات إلى الثمانينات فجأة وبدون سابق إنذار فالمعيار الوحيد لهذه اللعبة الزمنية هو الحكاية العامية التي قد نسمعها في المقهى أو في البيت وهي حكاية غير مرتبة بالضرورة ولها جماليات خاصة لا ترتبط بخصائص القصة المكتوبة انها نوع من التداعي الحر الطليق الذي ننفس به عن أنفسنا ونحاول أن نعبر من خلاله عن رؤانا ومشاعرنا.

## عن الكتاب
حول اسم الرواية «قبض الريح» فكما يوضح الكاتب أنه يعكس حياته التي يراها قد مرت أمامه دون أن يشعر، كما أن الاسم مستوحى من العبارة التي وصف بها الموسيقار الكبير محمد عبد الوهاب رحيل العندليب الأسمر عبد الحليم حافظ في إشارة من الكاتب أيضا إلى حياة صديقه وليد كامل الذي اختطفه مرض السرطان اللعين من الحياة وهو مازال شاباً في مقتبل العمر.
هذا الكتاب لا يمكنك أن تراه عملاً أدبياً بالمعنى الكلاسيكي المتعارف عليه، ولكنه عمل إنساني بامتياز بكل ما تحمله الكلمة من معانٍ متناقضة إيجابية وسلبية.. فالأشخاص هم من لحم ودم وعظام ومشاعر ووجدان وأحاسيس، يتحرّكون في الحياة كيفا اتفق، لا توجد شخصية تم رسمها وفق أصول الكتابة الإبداعية، لا يوجد نسيج درامي وحبكة ونقاط ذروة وتطوّر للشخصيات وفق منظومة أعدّها الكاتب سلفاً أو قام بتطويرها أثناء عملية الكتابة، باختصار نحن أمام عمل أدبي غير تقليدي، يحكي ويروي فصولاً من حيوات الكاتب وأصدقائه وأسرته وأقاربه ومعارفه وجيرانه وزملائه في العمل دون أن يستخدم أصول الكتابة الأدبية وتقاليدها وتقنياتها المنتشرين وسط المشتغلين بالكتابة الأدبية.
استخدم هشام يحيى الكتابة بالعامية كلغة ومفردات تتماشى أكثر مع طبيعة الحكي والحكايات نفسها، فكأنك تعيش الأحداث كما حدثت بالضبط، وتسمع التعبيرات والألفاظ التي قيلت بالفعل، المواقف بالانفعالات والوقفات والإفيهات والنكات والمفارقات والحركات.
أنت في رحلة أشبه بقراءة سيناريو أو مشاهدة الفيلم نفسه مجسّدا صوتاً وصورة ومؤثرات صوتية، وبالرغم من الوقوع أحياناً في فخ اللغة الفصحى باستخدام ألفاظ غير موفقة لا تتماشى وروح النص العامي وطبيعة الموضوع المكتوب، إلا أن هذه الهنات البسيطة لم تفقد النص جماله وبساطته ومتعة قراءته والسباحة معه في جمال وخصوبة وعذوبة الحكي بوصفه عنصراً أساسياً سيطر على الكتاب في فصوله الـ25 وصفحاته الـ390.
اختار الكاتب صديقاً ليروي له حكاياته ويأتمنه عليها وما بها من «أسرار»، حكايات لا يعرفها غيره ومن عايشها معه، وبالتالي فهناك من لا يعرفها، ولكن قرّر الكاتب بكتابه هذا أن نعرفها جميعاً، ليس بوصفه عملية إفشاء لتلك الأسرار، فمنها ما أصبح مجرد تاريخ وذكريات، ولكنها كشاهد وتوثيق للعلاقة الحميمية التي نشأت بينه وبين صديقه الشاب الصحفي الموهوب الصغير«وليد كامل» الذي لم تمهله الحياة كي يعطيها من موهبته الكثير وتعطيه من احتياجاته ولو القليل، ففارق دنيانا بفعل مرض خبيث انتشر في دمائه، تاركاً لصديقه الكاتب مرارة وحسرة على علاقة رائعة كانت أقرب إلى علاقة مع النفس ومحاولة للتقرب منها ومصالحتها بعد سنوات تجاوزت نصف القرن من عمره.

## اقرأ أيضا
- هشام يحيي